# Procatedral de Nuestra Señora (Tromsø)

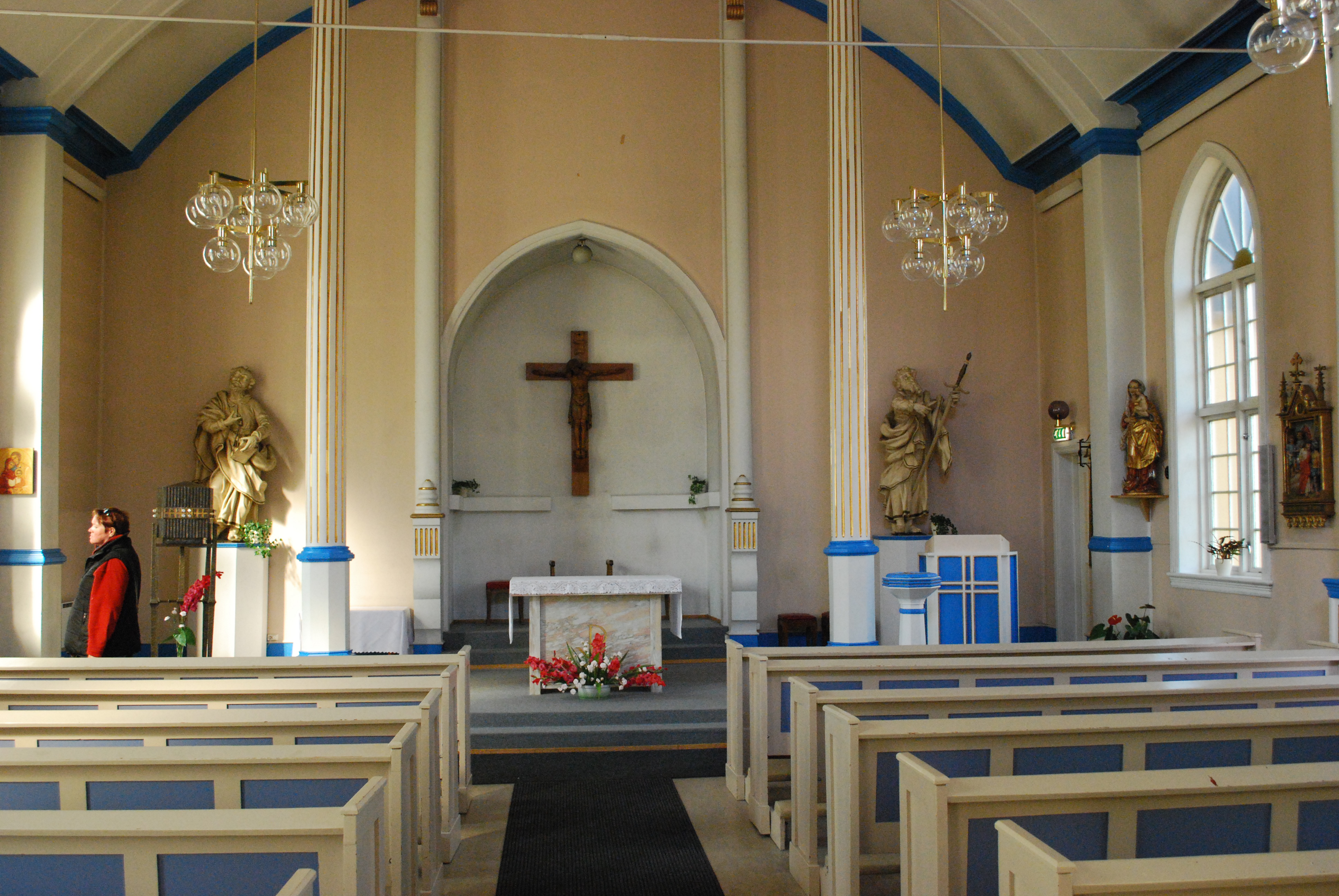
Interior, con el presbiterio.

La Iglesia de Nuestra Señora de Tromsø es la iglesia catedral católica de la ciudad de Tromsø, Noruega, y sede de la prelatura del mismo nombre. Es la catedral católica y no católica (cristiana en general) más al norte del mundo. Se ubica en la plaza Erling Bangsunds.
Es una pequeña iglesia de madera con espacio para unos 150 asientos. Fue comenzada el mismo año que la catedral luterana de la ciudad, en 1861 y comparte con ésta el estilo artístico neogótico. Tiene además tres pequeñas torres en la fachada principal y una torre más grande sobre el coro. Mientras el exterior sigue prácticamente sin cambios desde 1861, el interior ha sido modificado en más de una ocasión; actualmente el interior es sencillo y está pintado en colores claros, como fue el deseo del obispo Gerhard Gorbel, vicario de Tromsø en los años 1970.
En el invierno de 1944 y 1945 la catedral luterana fue utilizada para alojar refugiados preocedentes de Finnmark, y el párroco luterano habilitó la iglesia católica para celebrar misas de la Iglesia de Noruega. Durante el incendio de la ciudad del 14 de mayo de 1969, se quemó la adyacente Casa de la Asociación de Trabajadores (donde actualmente se levanta la Casa de la Cultura de Tromsø); la iglesia de Nuestra Señora fue bañada con espuma para evitar la expansión del fuego. Pese a algunos daños, la iglesia sobrevivió al incendio.
Al lado de la iglesia queda la casa parroquial, que fue hasta 1967 la escuela católica de Tromsø. Actualmente ahí se realizan celebraciones y reuniones sociales de la comunidad católica. En la plaza conocida como Stortorget se encuentra la casa episcopal, un edificio estilo imperio de 1832, donde el papa Juan Pablo II pernoctó durante su visita a Tromsø en junio de 1989.
Según el sitio web de la parroquia, hay 496 católicos en su territorio, de los cuales 398 viven en Tromsø. Estas personas pertenecen a 45 diferentes nacionalidades, entre las cuales las comunidades noruega, polaca, filipina y ruandesa son las principales. Las misas se celebran en noruego, y en algunas ocasiones en polaco.